# Едерсон Алвеш Рібейру Сілва
Едерсон Алвеш Рібейру Сілва (порт. Éderson Alves Ribeiro Silva, нар. 13 березня 1989, Пентекосте) — бразильський футболіст, нападник клубу «Лагарто». Виступав за низку бразильських і закордонних клубів, зокрема за «Атлетіку Паранаенсе» та «Васко да Гама». Дворазовий переможець Ліги Паранаенсе.

## Ігрова кар'єра
У професійному футболі Едерсон Алвеш дебютував 2006 року виступами за команду «Атлетіку Паранаенсе», проте до основного складу пробився не відразу, і до 2012 року керівництво клубу з невеликими перервами віддавало футболіста в оренду до клубів «Сеара» та «АБС». У 2012 року році Едерсон повернувся до «Атлетіку Паранаенсе», та цього разу став одним із основних гравців атакувальної ланки команди, а в 2013 році з 21 забитим м'ячем став кращим бомбардиром чемпіонату Бразилії. Щоправда, в 2014 році керівництво «Атлетіку Паранаенсе» знову віддало нападника в річну оренду, цього разу до еміратського клубу «Аль-Васл».
У 2015 року Едерсон Алвеш на правах постійного контракту став гравцем японського клубу «Касіва Рейсол». У 2016 році японський клуб віддав бразильського нападника в оренду на батьківщину до клубу «Васко да Гама», а в 2017 році в оренду до його колишнього клубу «Атлетіку Паранаенсе».
У 2018 році Едерсон Алвеш став гравцем іншого бразильського клубу «Форталеза», в якому грав до 2021 року. У 2021 році нападник перейшов спочатку до клубу «АБС», а пізніше в цьому ж році до клубу «Ботафогу» (Жуан-Песоа). У 2022 році Едерсон грав у складі клубу «Шапекоенсе», а в 2023 році в складі клубу «Сан-Луїз». У 2024 році футболіст грав у складі клубу КРАК. З 2025 року Едерсон Алвеш є гравцем клубу «Лагарто».

## Титули і досягнення

### Командні
- Переможець Ліги Паранаенсе (2):

«Атлетіку Паранаенсе»: 2009, 2018

### Особисті
- Кращий бомбардир чемпіонату Бразилії: 2013 (21 гол)